# Salvadora persica
El árbol cepillo de dientes (Salvadora persica) es una planta perteneciente a la familia de las salvadoráceas, llamada así por su uso extendido como palo de mascar. Es conocida también por los nombres de arbusto de sal, árbol de la mostaza o árbol del arac. 

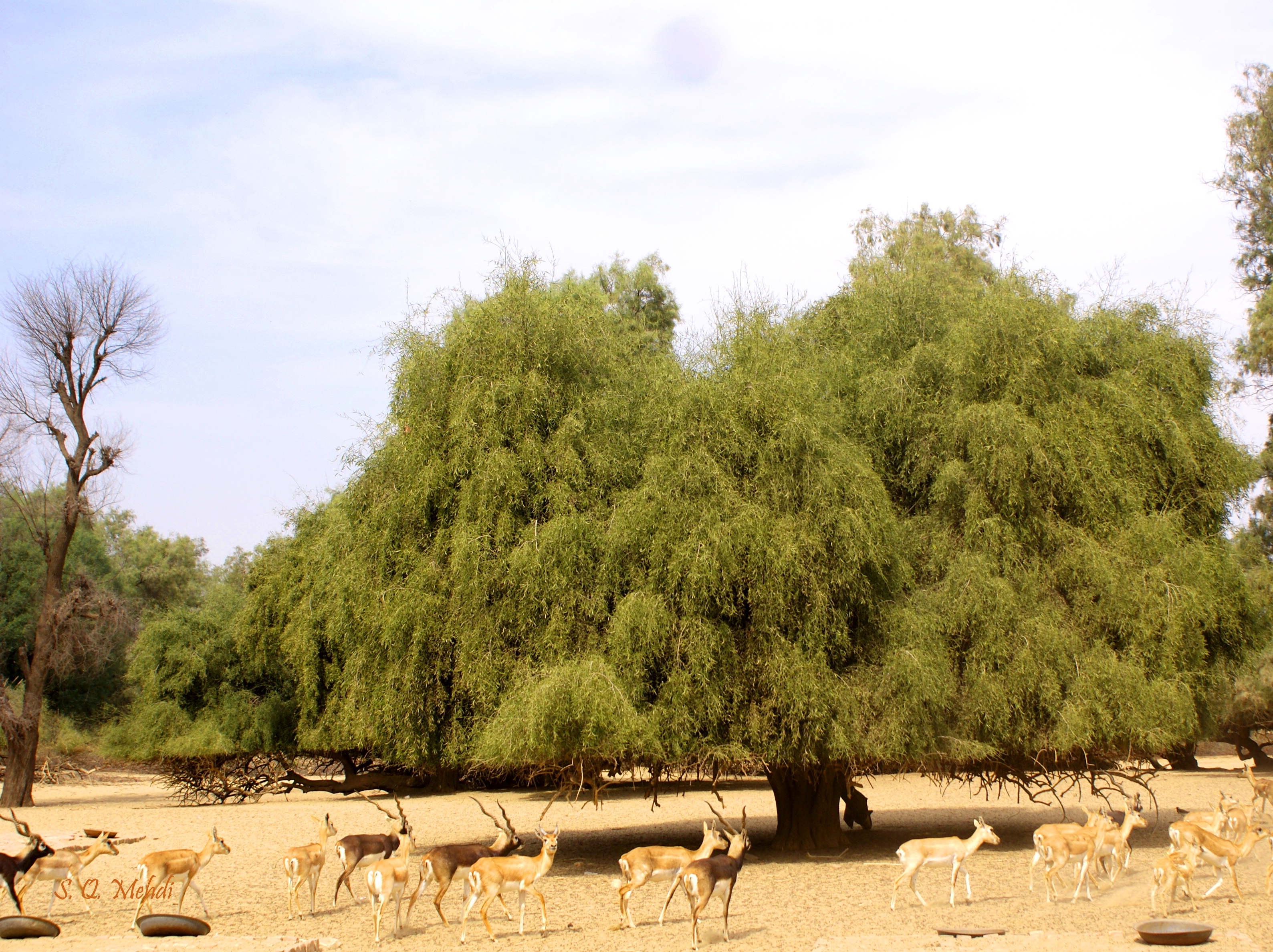
Vista del árbol

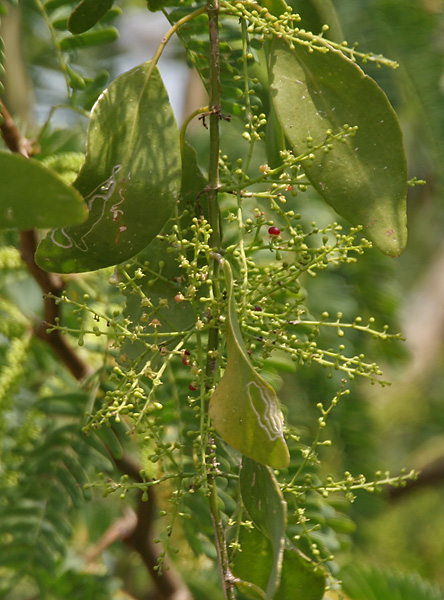
Vista de la planta

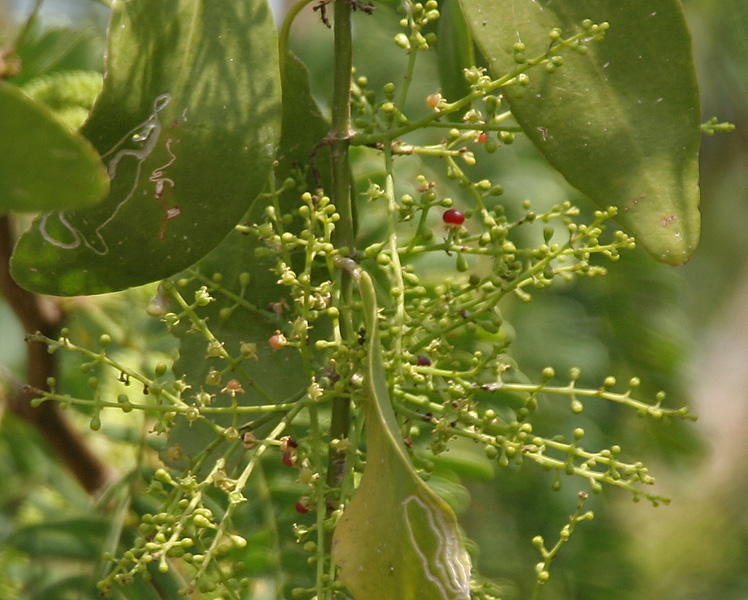
Detalle

## Extensión
La planta crece desde África, donde es presente en casi todos los países, hasta la India. Salvadora persica abunda en sitios secos, en suelos arenosos o sálicos. En la India aparece hasta los 500 metros superior del nivel medio del mar y en Tanzania hasta los 1800 metros.

## Descripción
Se trata de arbustos o pequeños árboles con corteza blanquecina, ramas arqueadas, hojas ovales rígidas y carnosas, de 4 a 5 cm de largos. La cutícula de las hojas es muy gruesa. Son construidas de forma isolateral y contienen estomas en ambas caras de la hoja. Tienen tejido que almacena agua. 
Las frutas pisiformes son comestibles, redondeadas y contienen una sola semilla.

## Uso
Su nombre se refiere al hecho de que sus brotes, raíces y ramas son usadas tradicionalmente para la higiene dental. Son cortados y luego masticados hasta que finalmente están suficientemente deshilachados para que puedan servir como cepillo. Además de servir para el lavado dental pueden ser usados para el masaje de las encías o la lengua. Entre las costumbres islámicas antes de realizar la oración a Dios, es recomendable el aseo oral con este cepillo, al cual se refiere como Miswak o Siwak, según el hadith recogido por Bujari y Muslim:
- "Bajo la autoridad de Abu Hurayrah (que Dios esté complacido con él), quien reportó que el Profeta (que la paz y las bendiciones de Dios sean sobre él) dijo: 'Si no fuera porque no quise hacer las cosas difíciles para mi pueblo, les habría ordenado usar el siwak a la hora de cada oración'".[1]

La Planta contiene minerales, filamentos, proteínas y sustancias inhibidoras de la germinación. Especialmente depósitos de cristales de bassanit que soportan el cuidado de los dientes. La madera contiene una proporción elevada de Flúor, de 8 a 22 ppm. 
La pasta de dientes de Ayurveda contienen sustancias de esta especie.
Las hojas y la corteza contienen trimetilamína. Las semillas son ricas en aceites y ácidos orgánicos

## Ecología
El árbol sirve como alimento para géneros de mariposas (Lepidoptera): Charaxes hansali, Colotis phisadia, Colotis vestalis, Nepheronia buquetii.

## Taxonomía
Salvadora persica fue descrita por Carlos Linneo y publicado en Species Plantarum 1: 122, en el año 1753.
Sinonimia
- Embelia grossularia Retz.
- Galenia asiatica Burm.f.
- Pella ribesioides Gaertn.
- Rivina paniculata L.[3]